# 薛家華
薛家華， 華哥，前無綫電視編審／編劇。曾編審無數著名劇集，並與劇集不同監製合作，其中與張華標共同編審之作品《溏心風暴》取得2007年明報週刊演藝動力大獎最突出電視幕後精英獎項。2011年加盟慈文影視，於2013年離開服務29年的無綫電視，《造王者》為其在無線電視告別的作品。

## 編審／編劇列表

### 電視劇（無綫電視）
- 1984年：《魔域桃源》
- 1985年：《雪山飛狐 (1985年電視劇)》 《武林世家》 《皇上保重》
- 1989年：《龍廷爭霸》 《蓋世豪俠》
- 1990年：《人在邊緣》
- 1991年：《怒海孤鴻》
- 1992年：《風之刀》 《飛星尋龍》
- 1993年：《金牙大狀》
- 1994年：《新父子時代》 《圓月彎刀 (電視劇)》
- 1995年：《金牙大狀（貳）》
- 1996年：《皇家反千組》 《河東獅吼 (電視劇)》
- 1997年：《狀王宋世傑》 《金玉滿堂》
- 1999年：《狀王宋世傑（貳）》 《騙中傳奇》
- 2000年：《大囍之家》
- 2002年：《無頭東宮》 《鄭板橋 (電視劇)》
- 2003年：《天子尋龍》（與伍立光合作） 《智勇新警界》（與湯健萍合作）
- 2007年：《強劍》（與黃育德合作） 《溏心風暴》（與張華標合作）
- 2008年：《溏心風暴之家好月圓》（與張華標合作）
- 2009年：《幕後大老爺》
- 2010年：《秋香怒點唐伯虎》（與黃育德合作） 《讀心神探》 《蒲松齡 (電視劇)》（與吳肇銅合作）
- 2011年：《紫禁驚雷》（與吳肇銅合作）
- 2012年：《造王者》（與吳肇銅合作）

### 電影
- 1990年：《特警90II之亡命天涯》
- 1991年：《衛斯理之霸王卸甲》
- 1992年：《嘩鬼旅行團》

## 演員

### 電視劇（無綫電視）
- 1992年：《飛星尋龍》 飾 殷岳橋